# 7531 Pecorelli
7531 Pecorelli (1994 SC) là một tiểu hành tinh vành đai chính được phát hiện ngày 24 tháng 9 năm 1994 bởi ở Santa Lucia Stroncone Astronomical Observatory.